# Nam Ngạn, Trùng Khánh
Nam Ngạn (tiếng Trung giản thể: 南岸区, Hán Việt: Nam Ngạn khu) là một quận tại thành phố trực thuộc trung ương Trùng Khánh, Cộng hòa Nhân dân Trung Hoa. Quận này giáp các quận: Ba Nam, Giang Bắc, Du Bắc. Về mặt hành chính, Nam Ngạn được chia làm 6 nhai đạo biện sự xứ và 9 trấn. Diện tích quận này là 274 km2, dân số 550.000 người.